# Kitenge Yesu
Kitenge Yesu , mort le 31 mai 2021 à Kinshasa, est un homme d'État de la République démocratique du Congo, ministre du Commerce extérieur dans le gouvernement Kengo sous le régime Mobutu et depuis l'arrivée de Félix Tshisekedi à la présidence, il a été nommé Haut représentant et conseiller du président en mars 2019,,.